# 凯里·麦克劳德
凯里·麦克劳德（英語：Carey McLeod，1998年4月14日—），牙买加男子田径运动员，2017年泛美U20田径锦标赛男子4×100米接力银牌得主、2024年世界室内田径锦标赛男子跳远铜牌得主。